# Медаль пошани IEEE
Меда́ль поша́ни ІЕЕЕ (англ. IEEE Medal of Honor) є найвищою нагородою, яка видається Інститутом інженерів з електротехніки та електроніки (англ. Institute of Electrical and Electronics Engineers, IEEE). 
До об'єднання Інституту радіоінженерів IRE з Американським інститутом електротехніки AIEE та утворення IEEE в 1963 році, нагорода була відома під назвою медаль пошани IRE (англ. IRE Medal of Honor). Вручається щорічно з 1917 року.

## Лауреати
- 2025: Генрі Самуелі[en]
- 2024: Роберт Елліот Кан
- 2023: Вінтон Серф
- 2022: Asad M. Madni
- 2021: Яков Зів
- 2020: Ченмінг Ху[en]
- 2019: Курт Петерсен
- 2018: Бредфорд Паркінсон
- 2017: Кеес Схаухамер Іммінк[en]
- 2016: George D. Forney, Jr.
- 2015: Мілдред Дресселгауз
- 2014: B. Jayant Baliga
- 2013: Irwin M. Jacobs
- 2012: Джон Лерой Геннессі
- 2011: Morris Chang
- 2010: Andrew Viterbi
- 2009: Роберт Деннард
- 2008: Гордон Мур
- 2007: Thomas Kailath
- 2006: James D. Meindl
- 2005: James Flanagan
- 2004: Tadahiro Sekimoto
- 2003: Нік Голоняк
- 2002: Герберт Кремер
- 2001: Herwig Kogelnik
- 2000: Ендрю Гроув
- 1999: Charles Concordia
- 1998: Donald Pederson
- 1997: George H. Heilmeier
- 1996: Роберт Меткалф
- 1995: Lotfi A. Zadeh
- 1994: Alfred Y. Cho
- 1993: Karl Johan Åström
- 1992: Amos E. Joel, Jr.
- 1991: Лео Есакі
- 1990: Robert G. Gallager
- 1989: C. Kumar Patel
- 1988: Calvin Quate
- 1987: Пол Лотербур
- 1986: Джек Кілбі
- 1985: John Roy Whinnery
- 1984: Норман Рамзей
- 1983: Ніколас Бломберген
- 1982: Джон Тьюкі
- 1981: Sidney Darlington
- 1980: Вільям Бредфорд Шоклі
- 1979: Річард Беллман
- 1978: Роберт Нойс
- 1977: H. Earle Vaughan
- 1976: Без нагород
- 1975: Джон Пірс
- 1974: Rudolf Kalman
- 1973: Rudolf Kompfner
- 1972: Джей Форрестер
- 1971: Джон Бардін
- 1970: Денніс Габор
- 1969: Edward Ginzton
- 1968: Gordon K. Teal
- 1967: Чарлз Гард Таунс
- 1966: Клод Шеннон
- 1965: Без нагород
- 1964: Harold A. Wheeler
- 1963: George C. Southworth
     John Hays Hammond, Jr.
- 1962: Едвард Віктор Епплтон
- 1961: Ernst A. Guillemin
- 1960: Гаррі Найквіст
- 1959: Emory Leon Chaffee
- 1958: Альберт Галл
- 1957: Джуліус Страттон
- 1956: John V. L. Hogan
- 1955: Harald T. Friis
- 1954: William L. Everitt
- 1953: John M. Miller
- 1952: Walter R. G. Baker
- 1951: Зворикін Володимир Кузьмович
- 1950: Frederick Terman
- 1949: Ralph Bown
- 1948: Lawrence C. F. Horle
- 1947: Без нагород
- 1946: Ralph Hartley
- 1945: Harold H. Beverage
- 1944: Haraden Pratt
- 1943: William Wilson
- 1942: Albert H. Taylor
- 1941: Alfred N. Goldsmith
- 1940: Lloyd Espenschied
- 1939: Albert G. Lee
- 1938: John H. Dellinger
- 1937: Melville Eastham
- 1936: George Ashley Campbell
- 1935: Балтазар ван дер Пол
- 1934: Stanford C. Hooper
- 1933: Джон Амброз Флемінг
- 1932: Arthur Edwin Kennelly
- 1931: Gustave A. Ferrie
- 1930: Peder Oluf Pedersen
- 1929: George W. Pierce
- 1928: Jonathan Zenneck
- 1927: Louis W. Austin
- 1926: Грінліф Віттер Пікард
- 1925: Без нагород
- 1924: Михайло Пупін
- 1923: John Stone Stone
- 1922: Лі де Форест
- 1921: Реджинальд Фессенден
- 1920: Гульєльмо Марконі
- 1919: Ернест Александрсон
- 1918: Без нагород
- 1917: Едвін Армстронг